# ۳۳۳ (قمری)
۳۳۳ (قمری)، سیصد و سی و سومین سال در گاهشماری هجری قمری است. اول محرم این سال برابر با بیست و نهم اوت سال ۹۴۴ میلادی است.

## وابسته
- حمدانیان